# Depresión atípica
La depresión atípica o depresión con características atípicas es definida como el episodio de depresión mayor o trastorno depresivo persistente caracterizado por una mejora en el estado de ánimo ante eventos positivos «reales o potenciales». En contraste, en la depresión melancólica no hay cambio en el estado ante situaciones agradables. La depresión atípica también puede presentarse con aumento de peso o apetito incrementado, hipersomnia, sensación de pesadez en las extremidades y sensibilidad al rechazo interpersonal. En este contexto, el nombre atípico no implica que sea inusual o inhabitual.
La condición es más común en mujeres que en hombres, se reporta una edad de aparición temprana y tiende a la cronicidad. Los individuos más jóvenes son más propensos a la presentación de las características atípicas, mientras que en los mayores hay niveles elevados de episodios con características melancólicas. También es comórbido con trastornos de ansiedad, conlleva un riesgo incrementado de comportamiento suicida, tiene distintivos rasgos biológicos y psicopatológicos y es más frecuente en personas con trastorno bipolar.

## Síntomas
El DSM-5 define a la depresión con características atípicas como un especificador de los trastornos depresivos, que presenta:
- Reactividad del estado de ánimo (mejora ante sucesos positivos reales o potenciales).
- Al menos dos de los siguientes:
  - Notable aumento de peso o apetito.
  - Hipersomnia.
  - Parálisis plúmbea (sensación de pesadez plúmbea en las extremidades).
  - Patrón prolongado de sensibilidad al rechazo interpersonal (no limitado a los episodios) que ocasiona un importante deterioro social o laboral.
- Durante el mismo episodio, la persona no cumple con los criterios para «con características melancólicas» o «con catatonia».

La reactividad se muestra como una mejoría en el estado de ánimo ante «acontecimientos positivos» (recibir elogios de otra persona, por ejemplo). Incluso, el estado de ánimo se puede tornar eutímico si persisten las condiciones favorables. Por su parte, la hipersomnia se observa como sueño nocturno prolongado o siestas diurnas que suman en total más de diez horas de sueño al día. La parálisis plúmbea se percibe como una sensación «de lastre» en piernas y brazos durante al menos una hora al día, aunque pueden ser más. Finalmente, la sensibilidad al rechazo tiene un inicio temprano y se prolonga hasta la edad adulta. Se observa en todo momento —esté o no deprimida la persona—, aunque puede empeorar durante los periodos depresivos.

## Investigación
Este especificador se introdujo como consecuencia de las investigaciones que revelaron que los pacientes con esta condición presentan «características específicas y predecibles: comer y dormir demasiado». Se observa una edad de aparición más temprana en comparación con la depresión típica y un enlentecimiento psicomotor más severo. Además, es más común que sea comórbido con el trastorno de pánico, el abuso de sustancias y el trastorno de somatización. Por su parte, Singh y Williams (2006) señalan que la depresión atípica, como «diagnóstico separado», se introdujo ante la evidencia de que tales pacientes responden mejor a los inhibidores de la monoamino oxidasa, en comparación con los antidepresivos tricíclicos.
Posteriormente se propuso este nuevo subtipo, caracterizado por la reactividad del estado de ánimo y los «síntomas neurovegetativos reversos» (hiperfagia e hipersomnia). Fue reconocido formalmente en 1994 como especificador del trastorno depresivo en el DSM-IV. Esta es la forma de depresión más común en paciente ambulatorios en psiquiatría. Según las estimaciones, entre el 15.7% y el 36.6% de los pacientes depresivos muestran características atípicas. Por otra parte, según Cristancho, O’reardon y Thase (2012), algunos estudios han sugerido un curso más crónico en comparación con la depresión melancólica, una mayor incidencia en mujeres jóvenes y un mayor índice de condiciones comórbidas —trastornos de ansiedad, trastornos de la personalidad, abuso de sustancias y trastornos de somatización— al compararse con otras formas de depresión.
Entre las características biológicas se han encontrado anormalidades en la actividad del eje hipotalámico-hipofisario-adrenal, hay hallazgos polisomnográficos y se presenta una mayor perfusión a las áreas frontal, temporal y parietal del cerebro. El tratamiento del padecimiento consiste en farmacoterapia y psicoterapia. Entre los medicamentos más utilizados se encuentran los inhibidores de la monoamino oxidasa y los inhibidores selectivos de la recaptación de serotonina.